# 威廉·马蒂亚斯·内夫
威廉·馬蒂亞斯·内夫（Wilhelm Matthias Naeff，1802年2月19日—1881年1月21日）是一位瑞士政治家，也是1848年首届瑞士联邦委员会委员之一。
威廉·馬蒂亞斯·内夫出生于瑞士东北部圣加仑州城市阿尔特施泰滕一个历史悠久的莱茵河流域家庭。他的父亲是一位颇有影响力的商人。内夫曾於德國海德堡學習法律，后回到瑞士，进入圣加仑州政府任职。当时的瑞士莱茵河流域是自由主义者的据点，而当时自由派和保守派之间的论战冲突在瑞士占据了主导地位，内夫屬於激進黨，也就是後來的瑞士自由民主黨，而他却以不卷入任何两派冲突而闻名，为自己赢得了众多的支持者。
内夫是瑞士后拿破仑时代七人小组“ Siebnergruppe ”的一员，参与起草了至今仍然有效的瑞士联邦1848年宪法。1848年11月16日，内夫作为圣加仑州的代表，当选为瑞士联邦委员会委员，成为委员会最初的七位委员之一。他在联邦委员会任职长达27年，大大超过了他所应有的任职期限。
虽然他任职期限很长，但是却越来越失去了政治影响力，甚至得到“死脑筋”的绰号。在1875年12月31日，他终于辞职，卸任了委员职务。内夫是瑞士自由民主党的成员。
在内夫漫长的任期内，他主要主持领导了以下部门的工作：
- 邮政与建设部（1848年-1852年）
- 政治部（1853年）
- 贸易与海关部（1854年）
- 邮政与建设部（1855年-1859年）
- 邮政部（1860年-1866年）
- 贸易与海关部（1867年-1872年）
- 财政部（1873年）
- 铁道与贸易部（1873年）
- 财政部（1874年-1875年）

内夫于1853年出任瑞士聯邦總統。

## 外部連結
| 前任： 无/最早的七位委员 | 瑞士联邦委员会委员 1848年–1875年 | 繼任： 弗里多林·安德尔韦尔特 （Fridolin Anderwert） |